# Земир и Азор
„Земир и Азор“ (на френски: Zémire et Azor) е комична опера в 4 действия от френския композитор Андре Гретри. Либретото на операта е написано от Жан-Франсоа Мармонтел въз основа на „Красавицата и звярът“ от Жан-Мари Льопринс дьо Бомон.
Премиерата на операта се е състояла на сцената на театъра във Фонтенбло на 9 ноември 1771 г. и се радва на голям успех докъм 1821 г. Поставяна е многократно в Париж, Санкт Петербург, Стокхолм и Лондон.

## Роли
| Роля        | Глас    | Актьори, участвали в премиерата на операта: |
| ----------- | ------- | ------------------------------------------- |
| Сандер      | баритон | Жан-Луи Ларюе                               |
| Али         | тенор   | Жозеф Кайо                                  |
| Земир       | сопрано | Мари-Терез Ларюе                            |
| Азор        | тенор   | Жозеф Льогрос                               |
| Патрокъл    | бас     |                                             |
| Фатме       | сопрано |                                             |
| Лисбе       | сопрано |                                             |
| жреци, хора |         |                                             |